# Thùa trổ đen
Thùa trổ đen hay agao trổ đen (danh pháp: Agave atrovirens) là loài thực vật có hoa trong họ Măng tây. Loài này được Karw. ex Salm-Dyck miêu tả khoa học đầu tiên năm 1834.

## Hình ảnh

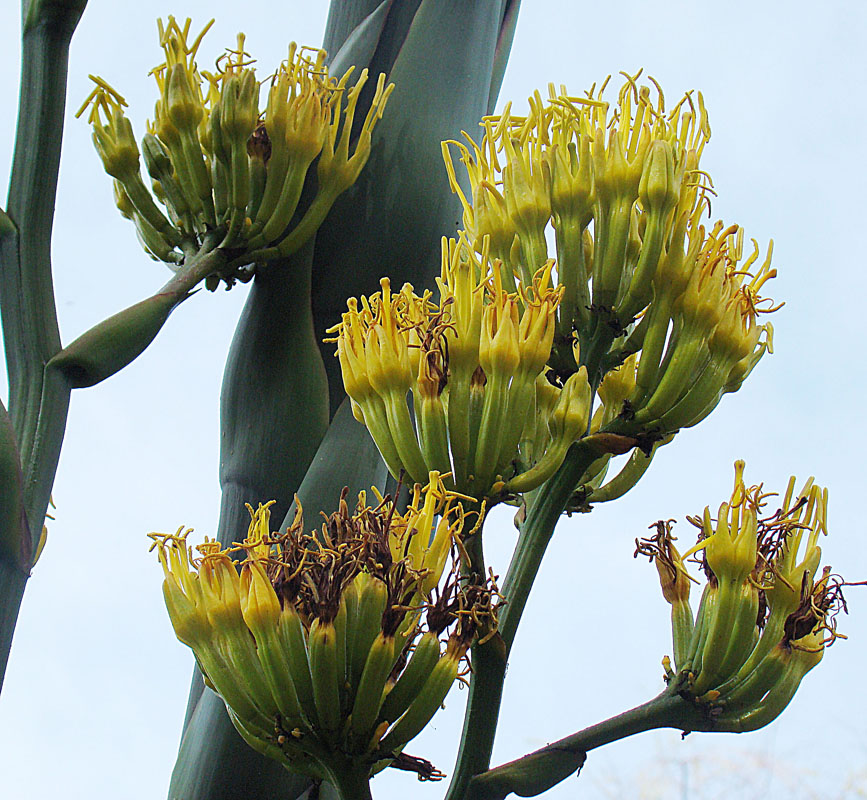
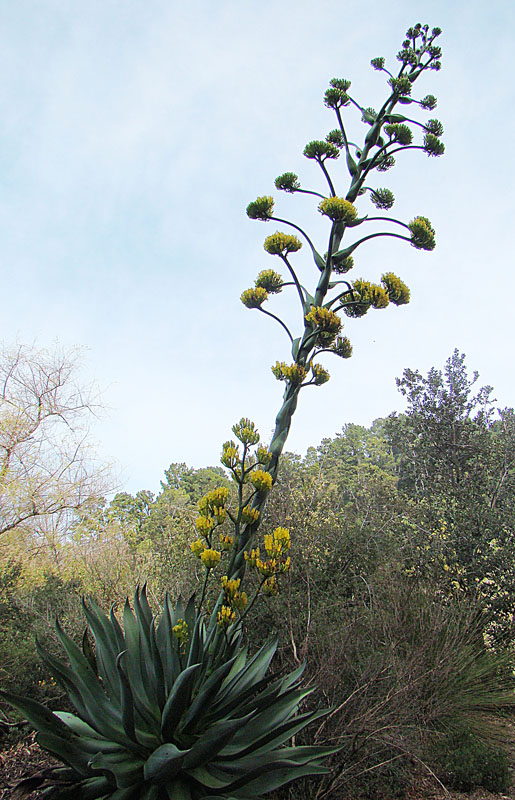